# Franklinothrips vespiformis
Franklinothrips vespiformis is een rooftrips uit de familie Aeolothripidae. De soort wordt gevonden in het Caribisch gebied, Midden-Amerika, Noord-Amerika, Oceanië, Zuid-Amerika, Zuid-Azië en Europa. De soort wordt wel ingezet bij de bestrijding van Frankliniella occidentalis in de teelt van Amaryllis.

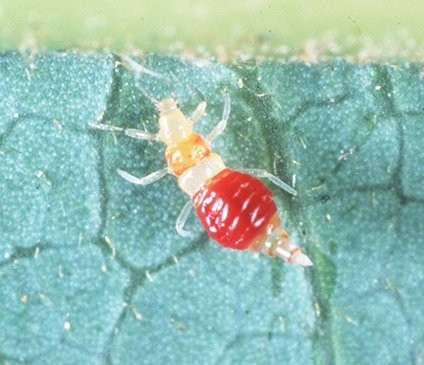
Larve van Franklinothrips vespiformis